# Château de Lambsar
 (mars 2022).
Le Château de Lambsar est un château de la ville de Province de Qazvin, en Iran, construit par les Sassanides.